# Dirty Looks
Dirty Looks é uma banda americana de hard rock formada em 1984. Dois álbuns da banda entraram na Billboard 200. A banda foi formada por Hendrik Ostergaard. O lançamento do álbum Cool from the Wire resultou em comparações com a banda AC/DC.
O vocalista Hendrik Ostergaard faleceu em 27 de janeiro de 2011.

## Discografia

### Álbuns de estúdio
- (1987) I Want More
- (1988) Cool from the Wire
- (1989) Turn of the Screw
- (1991) Bootlegs
- (1992) Five Easy Pieces
- (1994) Chewing on the Bit
- (1994) One Bad Leg
- (1996) Rip It Out!
- (1996) Slave to the Machine
- (2007) Gasoline
- (2008) California Free Ride
- (2008) Superdeluxe
- (2010) Dirty Looks
- (2010) I.C.U.

### EP's
- (1984) Dirty Looks EP
- (1986) In Your Face EP

### Álbuns ao vivo
- (2005) Live in San Diego

### Álbuns de compilação
- (2009) The Worst of Dirty Looks - Best of Compilation